# Zoványi P. György
Zoványi P. György (Bihar, 1656 szeptembere – Zilah, 1758. február 16.) református lelkész, a Tiszántúli református egyházkerület püspöke 1728-tól haláláig.

## Életútja
Biharon 1662-ben kezdett tanulni, de közbejött körülmények 1666-ban útját állották további iskolázásának, s ettől fogva 11 évig cseléd volt Ippon. Tudásszomja azonban 1677-ben utoljára is a kolozsvári kollégiumba vitte, hol 1693-tól köztanítóságot, 1696-ban contrascribaságot viselt. A külföldet is fölkeresvén, 1696. augusztus 25-étől a franekeri egyetemen gyarapította ismereteit, melyről 1698-ban jött aztán haza. Miután egy ideig udvari papja volt Cegén Bethlen Eleknek, 1700-ban Szilágysomlyón lett lelkész. A szilágyi egyházmegye 1708-ban jegyzőjévé, 1711-ben esperesévé választotta. Az erre következő évben pedig Zilahra ment papnak, ahol később három ízben gátolta meg a templomnak a római katolikusok részére való elfoglalását. 1724 novemberében a tiszántúli egyházkerületnek főjegyzőjévé tétetett, mégpedig a püspökségre való következés jogával, amit már 1726-ban érvényesíthetett volna, de ő választást kívánván, 1728. április 25-én ilyen úton jutott a püspöki állásba, megtartván emellett az esperesit is.
Harmincéves püspöki működése sokszor volt gáncsnak kitéve, sőt egy ízben (1744) úgy vélt törvénytelen eljárásaiért, azok igazolása céljából állítólag meg is idézte maga elébe az elégedetlen esperesi kar. Nehéz helyzetét különben az idői és helyi viszonyokon kívül két, egymással némileg összeütközésben levő elvi állásfoglalása okozta. Egyfelől ellenezte ugyanis, hogy a világi elem elfoglalja az egyházkormányzatban azt a tért, amelyet a bodrogkeresztúri konventen önmaga jelölt ki magának. Másfelől pedig még szorosabbá iparkodott tenni a szilágysági egyházaknak az erdélyi kerülethez való különleges viszonyát.
Kánonoskönyve (Canones ecclesiastici. Kolozsvár, 1733.), mely Zoványi-kánonok név alatt a Szilágyságban érvénnyel is bírt 1788-ig, valamint agendája (Liturgia ecclesiastica. Kolozsvár, 1733.), mely 1758-ban szlovák fordításban is megjelent, általánosan ismertté tették nevét s maradandóvá emlékét.
Többi művei: 
- Mausoleum… (Magyar gyászbeszéd br. Wesselényi István és felesége gr. Bánffy Katalin felett). (Kolozsvár, 1734)
- Ramah dombja… (Gyászbeszéd br. Wesselényi István felett). (Uo. 1749)

Respondeált a „De servo arbitrio” (1695) tartott vitán. Üdvözlő verset írt Bagosi Mártonhoz (1697), gyászverset a Szathmárnémethi Mihály (1689), Tolnai F. István (1690), Pataki István (1693), Szathmárnémethi Sámuel (1717) és Udvarhelyi Mihály (1737) halálára. Tudományos teológiai művei kéziratban elégtek.